# جاسپرینا
جاسپرینا (به ایتالیایی: Gasperina) یک کومونه در ایتالیا است که در استان کاتانزارو واقع شده‌است.

## خصوصیات
جاسپرینا ۶ کیلومترمربع مساحت و ۲٬۱۴۰ نفر جمعیت دارد و ۵۵۰ متر بالاتر از سطح دریا واقع شده‌است.